# メトカルフィア (小惑星)
メトカルフィア (792 Metcalfia) は小惑星帯に位置する小惑星である。アメリカのマサチューセッツ州タウントンで、天文学者のジョエル・ヘイスティングス・メトカーフにより発見された。
発見したメトカーフ自身の姓をラテン語化して命名された。
2006年8月に東北・北陸地方で掩蔽が観測された。